# Manuel Rodríguez Huenumán
Manuel Rodríguez Huenumán (Carahue, 30 de septiembre de 1936 - Rancagua, 25 de enero de 1969) fue un profesor y político chileno de origen mapuche, que desempeñó el cargo de diputado entre 1965 y 1969.

## Biografía
Manuel Rodríguez Huenumán nació en Nehuentué, actual comuna de Carahue, el 30 de septiembre de 1936, siendo hijo de Manuel Rodríguez Caripán y de Maclovia Huenumán Antil.
Cursó sus estudios básicos en Carahue, para luego continuar el nivel secundario en Graneros y finalmente Rancagua. Posteriormente siguió estudios superiores en la Escuela Normal Rural Experimental de Victoria, donde obtuvo el título de profesor normalista con la memoria "El analfabetismo en la provincia de Curicó".
Desarrolló su carrera docente en establecimientos educacionales de las ciudades de Curicó, Callejones y Rancagua, convirtiéndose en dirigente de la Unión de Profesores de Chile.
Durante sus estudios en Victoria ingresó a militar al Partido Demócrata Cristiano, del que llegaría a ser dirigente nacional. Bajo sus filas resultó electo diputado en el marco de las elecciones parlamentarias de 1965, convirtiéndose en el primer parlamentario de origen mapuche en ser electo por este partido. Como diputado tuvo una activa participación en la discusión de la reforma agraria y la ley de sindicalización campesina, y también destacó por su uso ocasional del mapudungún en sus intervenciones en la Cámara de Diputados.
Falleció en Rancagua el 25 de enero de 1969, a la edad de 32 años, producto de un accidente de tránsito.